# Glypta conflictanae
Glypta conflictanae är en stekelart som beskrevs av Dasch 1988. Glypta conflictanae ingår i släktet Glypta och familjen brokparasitsteklar. Inga underarter finns listade i Catalogue of Life.